# J. Thomson, T. Bonar & co
J. Thomson, T. Bonar & co est une entreprise britannique disparue, ayant des bureaux à Londres et à Saint-Pétersbourg qui forme à partir du milieu XVIIIe siècle, l’un des piliers du commerce du bois d’œuvre entre l’Angleterre, la Russie et les ports de la Baltique. Elle est fondée à Londres par Andrew Buncombe Poulett Thomson en 1755. 
Le père de Andrew, John Thomson, mort en 1746, est un banquier d'Édimbourg. Andrew Buncombe Poulett Thomson se lance dans le commerce russe en 1755, s'établissant à Londres au n°7 d'Austin Friars. Son entreprise, qui a aussi des locaux au n°32 d'Old Bethlem, et un bureau à Saint-Pétersbourg, prend différents noms, Thomson and Peters en 1763 puis Thomson, Peters, Bonar et Thomson en 1791. Son principal partenaire dans ses dernières années est son neveu et beau-fils Thomas Bonar (fils de sa sœur Agnès et de Andrew Bonar) qui épouse sa fille Anne en 1779.
Le fils légitime de Andrew, John Thomson, devient légataire résiduaire et directeur actif de l'entreprise. John Thomson achète le domaine de Waverley vers 1796. En 1814, par ascendance du côté de sa mère, Harriet Buncombe, et en tant qu’héritier et représentant de ces familles du Somerset, il prend les noms supplémentaires de Buncombe et Poulett. 
Il a trois fils et six filles. Son fils aîné, Andrew Henry, né en 1786, administrateur de la Banque d'Angleterre de 1824 à 1833, devient le directeur de la société, qui, comme pour Thomson, Bonar and Company, exerce ses activités à partir du n°10 de New Broad Street Mews en 1811, du n°51 de Old Broad Street en 1816 et du n°7 de Austin Friars à nouveau à partir de 1821. La famille a désormais des connexion avec George III (roi du Royaume-Uni) par l’entremise du frère de Andrew, Charles Edward Poulett Thomson, qui fréquente aussi la haute-société russe,.
Enrichie du commerce russe, l'entreprise devient une banque d'affaires, partiellement à l'origine de la Russian Bank for Foreign Trade (en) ou de la Hong Kong & Shanghai Banking Corporation notamment.
Lors du blocus continental de 1806 instauré par Napoléon Bonaparte qui empêche le commerce entre l'Angleterre et la Baltique, ce type d'entreprise redirige son activité vers le Canada pouvant compter sur Charles Edward Poulett Thomson, qui devient gouverneur du Canada en 1839.